# Eilandkerk
De Eilandkerk is een protestants kerkgebouw aan de Kerklaan 1 te Nederhemert-Zuid in de Nederlandse provincie Gelderland.

## Geschiedenis
Vanouds was dit een Rooms-katholieke kerk, gewijd aan Sint-Servatius. Van 1474 tot circa 1572-1583 was het een kapittelkerk. Waarschijnlijk functioneerde de kerk tegelijkertijd als parochiekerk. Na de reformatie werd het een Hervormd kerkgebouw. Tegenwoordig is het gebouw van de Hersteld Hervormde Kerk.
Oorspronkelijk bestond het kerkje uit een 14e-eeuwse toren een schip uit 1633 en een laatgotisch koor, gebouwd omstreeks 1550-1560. Ook in 1836 werden wijzigingen aangebracht. In 1944 werden toren en schip door oorlogsgeweld verwoest. Het koor bleef gespaard. In 1955 begon men met de restauratie, waarbij het koor een nieuwe voorgevel met geveltorentje kreeg en als zodanig in 1958 weer als kerk in gebruik werd genomen. De omtrekken van de vroegere kerk zijn met een stenen muurtje aangegeven.

## Interieur
De preekstoel is 17e-eeuws, met een voet van 1708 en een klankbord van 1839. Er zijn twee rouwborden uit 1726, van Otto Frederik van Vittinghoff en van Margaretha van Randwijck. Ook zijn er enkele marmeren epitafen, waaronder een voor genoemde Otto Frederik van Vittinghoff, vervaardigd door N. Seunties in 1726. Uit 1750 is een epitaaf voor Stephania Anna Amaranta van Vittinghoff; uit 1773 een voor Adrianus van Lynden, welke in 1754 gestorven is; uit 1788 een epitaaf voor Otto Frederik van Lynden. Ook uit 1870 is er een epitaaf.